# Venerino Papa
Venerino Papa, detto Neri (Milano, 3 novembre 1898 – Torino, 31 ottobre 1958), è stato un calciatore italiano, di ruolo attaccante.
È spesso citato da almanacchi e repertori statistici come Papa III, per distinguerlo dai fratelli Francesco e Nicola, anch'essi calciatori.

## Biografia
Lavorò a lungo a Bruxelles come procuratore per l'impresa Pirelli di Milano, che faceva capo al presidente del Milan Piero.
Nel 1936 fu nominato Cavaliere dell'Ordine della Corona d'Italia.
Morì nel 1958, pochi giorni prima del suo sessantesimo compleanno.

## Caratteristiche tecniche
Giocava nel ruolo di mezzala sinistra.

## Carriera
Come i fratelli, crebbe nell'Alessandria; si distinse per le doti offensive. Debuttò in una gara ufficiale nel corso del campionato di Prima Categoria 1919-1920, a Torino contro il Pastore, il 26 ottobre 1919, e segnò i suoi primi gol alla Valenzana, la settimana successiva.
Nel 1921 passò al Milan, con cui disputò quattro campionati di massima serie.
Trasferitosi nel gennaio 1925 in Belgio per motivi di lavoro, militò infine nell'Union Saint-Gilloise.